# Amanda Marshall
Amanda Marshall, född den 29 augusti 1972 i Toronto, Ontario, Kanada, är en kanadensisk pop- och rocksångerska.

## Diskografi (Album)
- 1996: Amanda Marshall med sången Birmingham
- 1999: Tuesday's Child
- 2001: Everybody's Got a Story
- 2003: Intermission: Greatest Hits
- 2006: Collections (Greatest Hits)

## Fotnoter
1. ↑  Gemeinsame Normdatei, Deutsche Nationalbibliotheks katalog-id-nummer: 1349817587749153-1, läst: 16 oktober 2015.[källa från Wikidata]
2. ↑  läs online, www.thestar.com  .[källa från Wikidata]
3. ↑  läs online, www.musicstack.com .[källa från Wikidata]
4. ↑  läs online, www.cduniverse.com .[källa från Wikidata]